# Центральне конструкторське бюро «Ритм»
Центральне конструкторське бюро «Ритм» (ЦКБ «Ритм») — підприємство Міністерства промислової політики України в галузі дослідження, конструювання і серійного виробництва фотоприймачів, фотоприймаючих приладів, оптонів і оптоелектронних пар на основі кремнію, германію, сульфіду і селеніду свинцю, фосфіду галію.
Враховуючи потребу вітчизняних підприємств, ПАТ “ЦКБ “Ритм” почало розробку технології виготовлення глибокоохолоджуваних фотоприймачів, що працюють у спектральному діапазоні  (8,0 -14) мкм.
Вироби підприємства працюють у всіх кліматичних зонах планети, у космосі, при підвищеній радіації, при значних вібраційних і акустичних навантаженнях.

## Історія
1971 р. Підприємство створене як Дослідне конструкторське бюро (ДКБ) заводу "Кварц".
1979 р. ДКБ реорганізовано у центральне конструкторське бюро (ЦКБ) заводу "Кварц".
1990 р. Підприємство перейшло на самостійний баланс з правами юридичної особи. За наказом МОП СРСР підприємству присвоєно назву "ЦКБ "Ритм".
1992 р. "ЦКБ "Ритм" підпорядковано Міністерству машинобудування, військово-промислового комплексу і конверсії України.
1993 р. "ЦКБ "Ритм" затверджене головним підприємством Машинпрому України.
1994 р. Створено ПАТ "ЦКБ "Ритм" у відповідності з державною програмою приватизації.
1996 р. ПАТ "ЦКБ "Ритм" увійшло до складу учасників транснаціональної промислово-фінансової групи "Точность" (Росія).
2003 р. ПАТ "ЦКБ "Ритм" призначено головною науковою установою Міністерства рішенням колегії Мінпромполітики України.
2004 р. ПАТ "ЦКБ "Ритм" внесено до Державного реєстру наукових установ, яким надається державна підтримка держави.
2016 р. Уряд прийняв розпорядження про передачу державному концерну «Укроборонпром» повноважень з управління корпоративними правами держави щодо публічного акціонерного товариства «Центральне конструкторське бюро Ритм».
2019 р. перейменоване в АТ ЦКБ "Ритм"